# Мала Вас-при-Орможу
Мала Вас-при-Орможу (словен. Mala vas pri Ormožu) — поселення в общині Светий Томаж, Подравський регіон‎, Словенія.